# Movimiento Internacional de los Halcones
El Movimiento Internacional de los Halcones (MIH) (en inglés: International Falcon Movement) es una organización internacional sin ánimo de lucro con sede en la ciudad de Bruselas, en Bélgica, que lucha por los derechos del niño.
Es una organización fraternal de la Internacional Socialista y trabaja en estrecha colaboración con la Unión Internacional de Juventudes Socialistas y los Jóvenes Socialistas Europeos.
El MIH es un miembro de pleno derecho del Foro Europeo de la Juventud, una organización que funciona en el Consejo de Europa y en la Unión Europea, y que colabora estrechamente con ambos organismos.
En América Latina, es miembro de pleno derecho del Foro Latinoamericano de la Juventud y forma parte de la Reunión Internacional de Coordinación de Organizaciones Juveniles, una organización que consiste en asociaciones juveniles activas en todo el mundo y en plataformas juveniles regionales que coordinan sus actividades con las Naciones Unidas y sus agencias.